# 北方森林保護框架

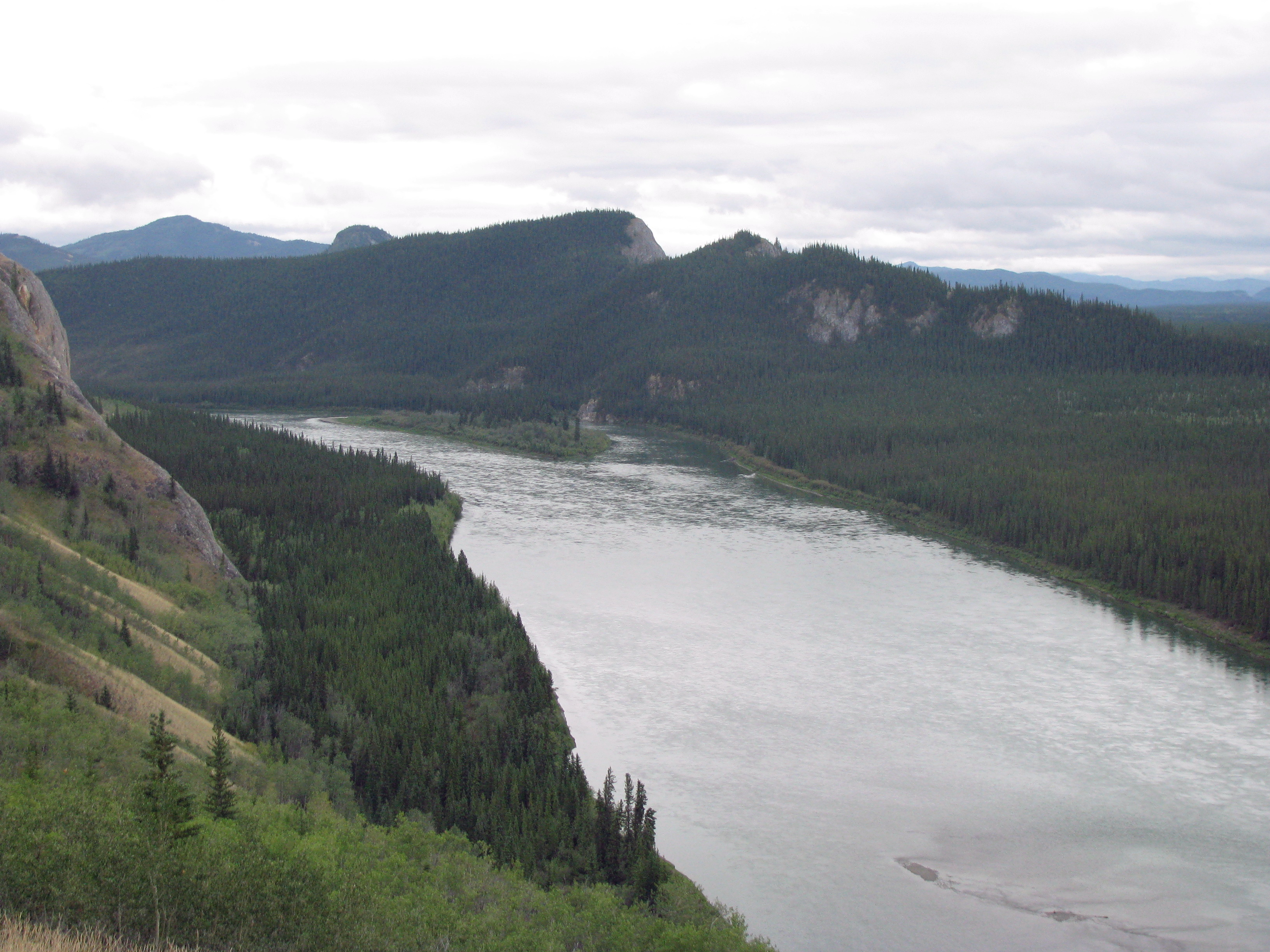
加拿大育空地區的自然景色

北方森林保護框架（Boreal Forest Conservation Framework）是加拿大國會於2003年12月1日通過的法案，目的是為了永久保護加拿大境內面積廣大的北方針葉林。該法案的最終目標為：「透過此框架保護加拿大境內至少50%的森林，並以可持續性利用為目標制定相關的天然資源管理辦法與組織。」

## 宗旨
加拿大北部的寒帶生物群落景觀含括森林、河流、湖泊、濕地與山脈等。這些環境因遠離人類聚落而未受人類活動的破壞而與亞馬遜雨林、西伯利亞針葉林一同成為地球上僅存的少數大規模原野區。這些原野區提供大量野生動植物棲息與繁衍，光是加拿大境內的原野就棲息有北美洲三分之一的鳴禽與四分之三的水禽。隨著人類活動範圍日趨擴大，透過立法保障北方森林不受開發迫在眉睫。為此，加拿大參議院曾於1999年提出三項保護目標「為面積至少20%的北方森林成立嚴格保護區」、「保障60%的的生態環境不受破壞」與「人類於保護區內的活動不能超過保護區面積的20%」。2003年的框架將目標略為放鬆，因而允許對保護區的利用有更大的靈活性，並以改善土地利用方式來達到人類與北方原野間真正的生態平衡。

## 重要性
北方森林保護框架的重要性在於其保護了大面積的自然環境與生態系統。要使野生動植物生態不破碎化至少需要提供30%－50%的原始棲息地，然而若要保護所有的生態環境正常運作卻需要提供超過50%的原始環境，這包括對維持生態平衡有益的自然災害（如天然山火）所影響的範圍等。

## 外部連結
- 北方森林保護框架（英文）
- 北方鳴禽保護組織（页面存档备份，存于） （英文）
- 保護北方森林生態的信念（页面存档备份，存于）（英文）